# Zbigniew Joachimiak

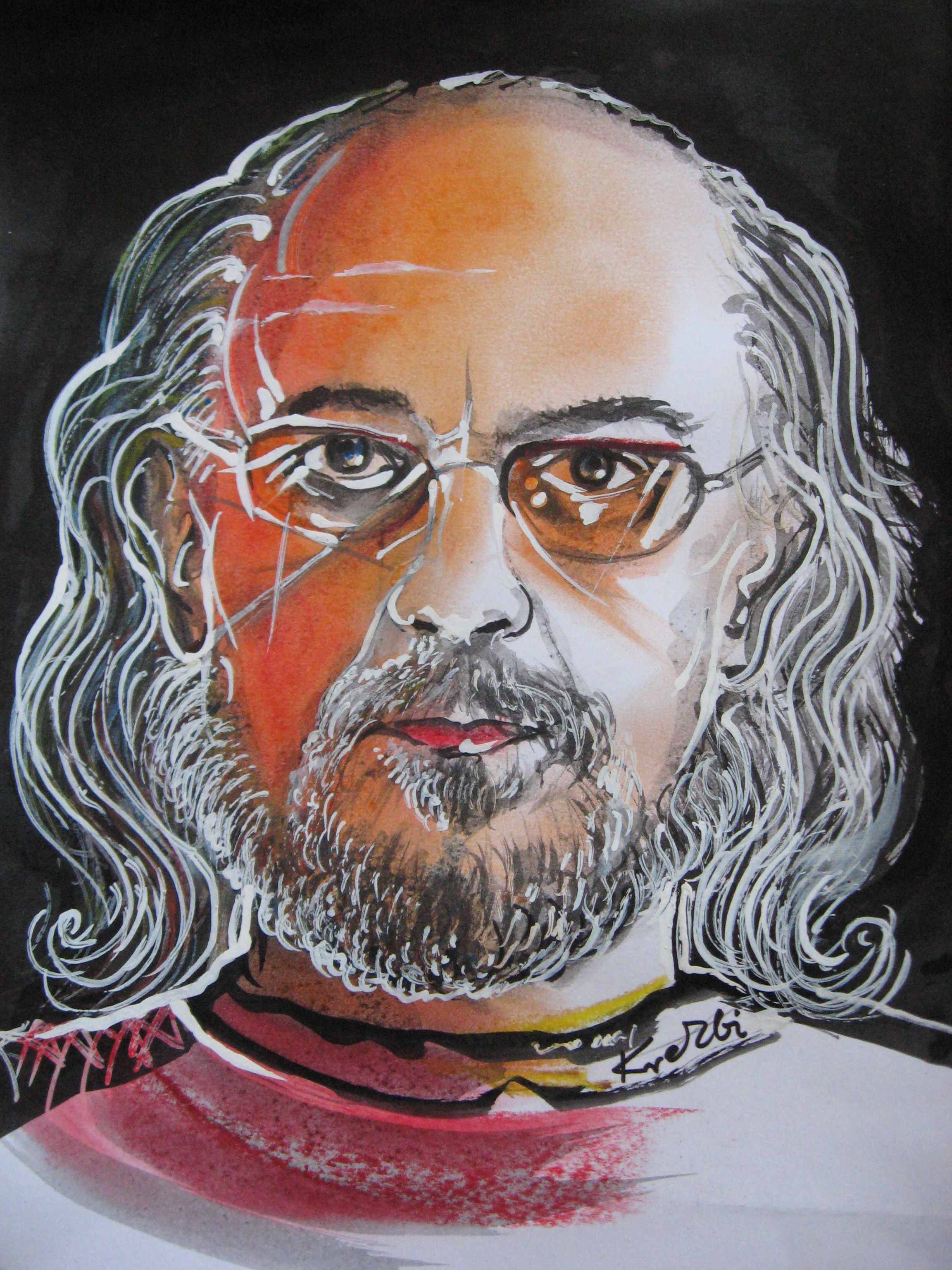
Portret Zbigniewa Joachimiaka,
autor Zbigniew Kresowaty

Zbigniew Józef Joachimiak (ur. 14 maja 1950 w Elblągu) – polski poeta, tłumacz, wydawca, antykwariusz.

## Życiorys
Liceum Ogólnokształcące im. Bolesława Prusa w Szczecinie ukończył w roku 1969, studia polonistyczne na Uniwersytecie Gdańskim (UG) w 1979. W latach 70. współtworzył zjawisko zwane „literackim boomem gdańskim”. Był jednym z założycieli grupy poetyckiej Wspólność, do której należeli m.in. Waldemar Chyliński, Anna Czekanowicz, Andrzej Grzyb, Jerzy H. Kamrowski, Grzegorz Musiał, Bronisław Tusk, Władysław Zawistowski, Waldemar Ziemnicki. Jeden z liderów ruchu poetyckiego Nowej Prywatności (zob. pokolenie nowej prywatności). W latach 1975–1978 redagował zeszyty literackie „Litteraria”, pismo formalnie wydawane przez UG, ale faktycznie będące w tym czasie w pełni niezależnym forum młodych intelektualistów i pisarzy, powiązanych z uczelnią oraz szeroko pojmowanym środowiskiem młodych twórców Wybrzeża, a poprzez udział różnych autorów – całej Polski. W piśmie działali także: Miłosława Bukowska, Stefan Chwin, Anna Czekanowicz, Andrzej Grzyb, Zbigniew Majchrowski, Aldona Mrozowska, Stanisław Rosiek, Władysław Zawistowski, Waldemar Ziemnicki. W 1978 roku na podstawie doświadczeń „Litterariów” powstał „Punkt. Almanach gdańskich środowisk twórczych”. W piśmie tym Joachmiak prowadził dział poezji. W latach 70. i 80. XX wieku współredagował wydawane w Warszawie pismo „Integracje” oraz „Młodą Sztukę”, dodatek do „Nowego Medyka”. W sierpniu 1980] znalazł się w Stoczni Gdańskiej. Wraz z Markiem Bieńkowskim zainicjował powstanie listu popierającego strajk i jego postulaty polityczne i społeczne. Był to pierwszy manifest intelektualistów, w tym wypadku młodych gdańskich pisarzy stowarzyszonych w Kole Młodych Związku Literatów Polskich, wspierający powstały właśnie ruch społeczny Solidarność. W latach 1981–1984 przebywał na emigracji w USA. Po powrocie do Polski pracował jako tłumacz. W okresie 1988–1990 był członkiem redakcji miesięcznika „Autograf”, wydawanego przez Gdańskie Towarzystwo Przyjaciół Sztuki (GTPS). Założył firmę translatorską tłumaczącą filmy na potrzeby nowo powstających telewizji. Publikował przekłady poetów brytyjskich i amerykańskich. W latach 1996–2008 był prezesem wydawnictwa Tower Press. Właściciel wydawnictwa Literatura Net Pl oraz szef Fundacji Światło Literatury. Prowadzi antykwariat LNP Antyki. Od 2002 roku wydaje pismo literackie „Migotania”, którego jest redaktorem naczelnym. W 1977 otrzymał nagrodę główną w konkursie „Czerwonej Róży”. Dwukrotnie honorowo wyróżniony za twórczość poetycką przez GTPS. W roku 2013 został odznaczony przez ministra kultury, sztuki i dziedzictwa narodowego Srebrnym Medalem „Zasłużony Kulturze Gloria Artis”.

## Nagrody
W 1977 otrzymał nagrodę główną w konkursie „Czerwonej Róży”. Dwukrotnie honorowo wyróżniony za twórczość poetycką przez GTPS. 
W roku 2013 został odznaczony przez ministra kultury, sztuki i dziedzictwa narodowego Brązowym Medalem „Zasłużony Kulturze Gloria Artis”.

## Twórczość
- Dedykacje (1974)
- Wieczne Amazonki (1976)
- Lęk (1978)
- Mam do powiedzenia (1978)
- Nasza wojna (1980)
- Pełni róż obłędu (z Anną Czekanowicz) (1983)[3]
- Ja sobowtór (1984)[4]
- Pułapka i inne wiersze (1989)[5]
- Cztery tematy, Firet (1991)
- Pestki, korale – słowa do nawlekania (1998)
- Migotania, przejaśnienia, czerwone tunele (2002)[6]
- Sezon lotów trwa (2011)[7]
- Córka / Daughter (2021)[8]